# Electro-Harmonix

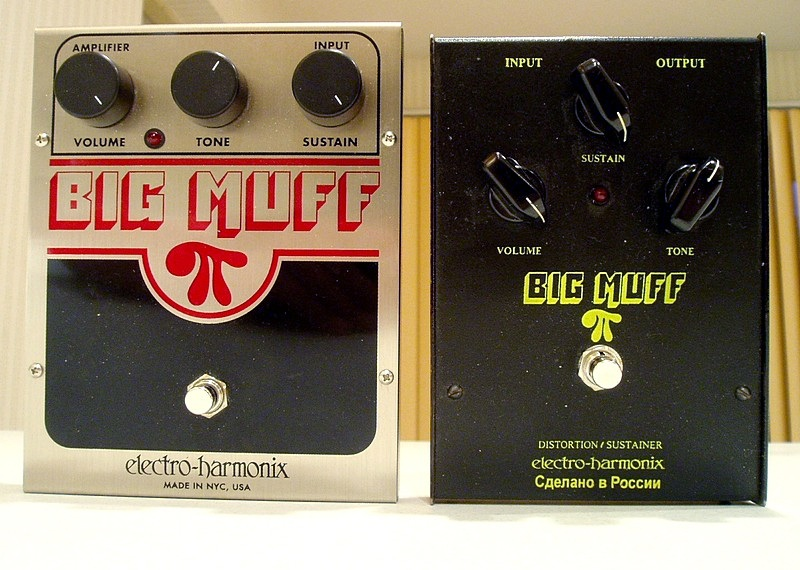
Two Bigt Muffs

Electro-Harmonix (EHX) is een bedrijf gespecialiseerd in het ontwikkelen van effecten voor de elektrische gitaar. Eind jaren 60 werd EHX gesticht door Mike Matthews en was gelegen in New York. Hij werd vooral bekend dankzij de Big Muff, de Small Stone en de Small Clone, maar ook door talloze andere ontwerpen.

## Geschiedenis
In 1968 werd Electro-Harmonix gesticht door Mike Matthews. Zijn doel was een invloed hebben op de rock-'n-roll. Het eerste product van EHX was de LPB-1, de Linear Power Booster. Het was het eerste pedaal dat overdrive leverde en geplaatst was voor de (anders steeds cleane) amp. Wat de LPB-1 hem opbracht investeerde hij in nieuwe producten, zoals de Screaming Bird treble booster, de Ego microfoon booster en de Muff Fuzz, een voorganger van de Big Muff. Eerst werd alles verkocht via post-orders, maar al snel ook in muziekwinkels.
In 1982 ging Electro-Harmonix failliet, bezweken onder de druk van de Japanse concurrentie. In 1990 opende Matthews een fabriek in Rusland. Ze maakten toen vooral vacuümlampen voor versterkers. Maar omdat de oude pedalen nog zo geliefd waren nam EHX de touwtjes van de vroegere hoofdactiviteit weer op en bracht de Big Muff Pi weer op de markt. Andere pedalen volgden snel. Sinds het jaar 2002 werden nieuwe pedalen ontwikkeld. In de plaats van louter analoge pedalen zijn er een reeks digitale ontwikkeld.
In 2019 won EHX een rechtszaak tegen Chinese pedalenfabrikant Mooer nadat EHX had ontdekt dat Mooer de softwarecode uit enkele van hun digitale effectpedalen had gekopieerd en in hun eigen pedalen had verwerkt.

## Producten van vroeger en nu
- in 1971 de Freedom Amp: versterker op batterijen met een vermogen van 15 watt en een 8 inch luidspreker.
- in 1972 Big Muff: wereldberoemd fuzz-pedaal waarvan verschillende uitvoeringen zijn geweest.
- in 1973 The Black Finger: distortion-vrije sustainer en hetgeen Matthews eigenlijk zocht toen hij de LPB-1 verkocht.
- in 1975 Electric Mistress: flanger
- in 1976 Memory Man: analoge delay (nu nog steeds analoog, met chorus en vibrato, als Deluxe Memory Man)
- in 1975 Smal Stone: phaser
- in 1995 de Q-tron: envelope filter met boost
- Smal Clone: chorus
- Holy Grail: digitale reverb